# Mondiale per club (calcio a 5)
Il Campeonato Mundial de Clubes de Fútbol de Salón ("Campionato mondiale di Club di Calcio a 5"), in precedenza noto anche come Copa Intercontinental de Clubes de la AMF ("Coppa Intercontinentale di Club AMF"), è una competizione internazionale che mette di fronte le migliori squadre mondiali di calcio a 5. È organizzato dalla AMF dal 2004, mentre in precedenza era organizzato dalla FIFUSA. 
Dal 1986 si è svolto con cadenza biennale per tre edizioni, per poi tornare solo nel 1999. Dal 2004, da quando è passato sotto l'organizzazione della AMF, la cadenza è diventata variabile. Dal 2022 viene organizzato annualmente.

## Edizioni
| Anno | Sede               | Campione                    |
| ---- | ------------------ | --------------------------- |
| 1986 | Rio de Janeiro     | Bradesco                    |
| 1988 | Rio de Janeiro     | Bradesco                    |
| 1990 | Asunción           | Perdigao                    |
| 1999 | Bogotà             | Rubio Ñu                    |
| 2004 | Paraguay           | Rubio Ñu                    |
| 2006 | Spagna             | Deporcentro Casuarinas      |
| 2006 | Bolivia            | Club Simón Bolívar          |
| 2008 | Comodoro Rivadavia | Club Gomería Los Amigos     |
| 2012 | Russia             | Spartak Mosca               |
| 2014 | Argentina          | –                           |
| 2017 | Spagna             | Colorado Jundiaí            |
| 2017 | Russia             | Torpedo-MAMI                |
| 2019 | Mosca              | Caciques del Quindío        |
| 2022 | Tijuana            | Club Simón Bolívar          |
| 2023 | Pitalito           | Faraones de Pitalito        |
| 2024 | Armenia            | Caciques del Quindío        |
| 2025 | Ibagué             | Albion B.B.C. Pan de Azúcar |